# الشرطة الميدانية السرية (الفيرماخت)
جاهايمه فيلدبوليتساي أو Geheime Feldpolizei أو GFP (تُلفظ بالألمانية: [ɡəˈhaɪmə ˈfɛlt.poliˌtsaɪ]  ( سماع)، تشير إلى الشرطة الميدانية السرية باللغة العربية، هي الشرطة العسكرية السرية في فيرماخت الألماني حتى نهاية الحرب العالمية الثانية. استخدمت هذه الوحدات للقيام بأعمال أمنية بملابس مدنية، مثل مكافحة التجسس والتخريب والكشف عن الخيانة والدعاية المضادة وحماية المنشآت العسكرية وتقديم المساعدة للجيش الألماني في تحقيقات المحاكم العرفية. يعمل موظفو جاهايما فيدبوليتزاي، الذين تم تصنيفهم أيضًا باسم أبفير بوليتزاي، كفرع تنفيذي للمخابرات العسكرية الألمانية التي تكتشف نشاط المقاومة في ألمانيا وفرنسا المحتلة. وكان من المعروف أيضًا أنهم يمارسون التعذيب وإعدام السجناء.

## تشكيل - تكوين
تطورت الحاجة إلى شرطة عسكرية سرية بعد ضم سودينلاند في عام 1938 وتشيكوسلوفاكيا في عام 1939. على الرغم من أن وحدات أينزاتسغروبن كانت في الأصل تحت قيادة شرطة الأمن (سيبو) التي استخدمت خلال هذه العمليات،  شعرت القيادة العليا الألمانية أنها بحاجة إلى وكالة استخبارات متخصصة بوظائف الشرطة. واحدة يمكن أن تعمل مع الجيش، لكنها تتصرف كخدمة أمنية للقبض على المعارضين المحتملين والقضاء على أي مقاومة. بعد دراسة البيانات التي تم جمعها في إسبانيا والنمسا وتشيكوسلوفاكيا، أصدر الجنرال أوبرهيلست فيلهلم كيتل، القائد العام لـالقيادة العليا للفيرماخت " Dienstvorschrift für die Geheime Feldpolizei " (لوائح الشرطة السرية). تم إنشاء جاهايما فيدبوليتزاي في 21 يوليو 1939.
على الرغم من أنها جزء رسمي من الفيرماخت، فقد تم تجنيد أفرادها بشكل أساسي من الفرع الجنائي لضباط الشرطة الذين تم تكليفهم بالقوات المسلحة. تم تكليفهم بالوضع القانوني لـ Wehrmachtsbeamte auf Kriegsdauer (المسؤولون العسكريون طوال فترة الحرب) واحتفظوا بسلطة وكالات الشرطة الأخرى بالإضافة إلى الشرطة الأمنية الألمانية (SD). في البداية كانت جاهايما فيدبوليتزاي عبارة عن وحدات أمنية حصرية للفيرماخت، ولكن في عام 1942 تم استيعابها من قبل مكتب الأمن الرئيسي في الرايخ. 
يرتدي عملاء جاهايما فيدبوليتزاي الملابس المدنية أو الملابس الرسمية أثناء أداء مهامهم. كما كان يحق لموظف جاهايما فيدبوليتزاي المرور عبر أي حواجز عسكرية أو دخول المباني العسكرية. يمكنهم أيضًا استخدام الإشارات العسكرية ومعدات الاتصالات، والمركبات العسكرية للقائد والإمدادات العسكرية والإقامة حيثما كان ذلك ضروريًا لأداء واجباتهم. في المناطق المحتلة، وفر جاهايما فيدبوليتزاي الحراسة لكبار الشخصيات العسكرية، ومساعدة لوكالات أمن الدولة في مكافحة التجسس، واستجواب المشتبه بهم، ومنع التخريب، والكشف عن عملاء العدو.
في الممارسة العملية، يعتمد نشاط جاهايما فيدبوليتزاي على المنطقة التي كان يعمل فيها. كان العمل في شمال وغرب أوروبا المحتلة مختلفًا بشكل ملحوظ عن العمليات التي أجريت على الجبهة الشرقية. في هولندا والدنمارك والنرويج، كان دور عملاء جاهايما فيدبوليتزاي محصور بشكل أساسي في حماية الشرطة السرية لكبار ضباط الفيرماخت. في بلجيكا وفرنسا، أصبحت جاهايما فيدبوليتزاي جزءًا تنفيذيًا من جهاز الشرطة المدنية، حيث عملت جنبًا إلى جنب مع السلطات العسكرية لمكافحة أعمال المقاومة التي تديرها منظمة تنفيذ العمليات الخاصة البريطانية والقيام بالاعمال التخريبية باستخدام أساليب الإرهاب مثل الاعتقالات والترحيل وإعدام الرهائن.

## العمليات في فرنسا المحتلة
بعد هزيمة فرنسا في عام 1940، أنشأت جاهايما فيدبوليتزاي مقرها الرئيسي في فندق برادفورد Bradford في شارع Saint Philippe du Roule في باريس (الدائرة الثامنة). تم إنشاء أقسام أخرى لإدارات أقاليم نور وباد كاليه في rue de la Traversière في بروكسل. على الرغم من أعدادهم الضئيلة، فإن جاهايما فيدبوليتزاي شكلت «جذر» وأساس جهاز الشرطة الألماني الذي أرعب الشعب الفرنسي لمدة أربع سنوات من الاحتلال. 
تألفت كل مجموعة (جروبيه Gruppe) جاهايما فيدبوليتزاي من وحدة تتكون من خمسين رجلًا حتى مايو 1942 عندما تمت إعادة هيكلتها بالكامل من قِبل بريغيجاديه فوهرر كارل أوبيرج، القائد الأعلى للشرطة (Höhere SS-und Polizeiführer ، HSSPF) "Frankreich" (فرنسا). خلقت عملية إعادة التنظيم هذه «المجموعة 6/10» التي تضمنت Kommando für Kapitalverbrechen (وحدة الجرائم الكبرى).
أشرفت جاهايما فيدبوليتزاي على العمل الذي أنجزته الكتائب الفرنسية Spéciales كجزء من Renseignements généraux. هذه الوحدات، التي كانت جزءًا من جهاز مخابرات الشرطة الفرنسية، متخصصة في تعقب ما يسمى «الأعداء الداخليين» (مثل المقاومة الفرنسية وخط المذنب الذي ساعد في إسقاط أطقم طائرات الحلفاء)، واليهود ومن يتهربون من التجنيد. كانت الكتائب الخاصة في الغرفة 35 من مقر شرطة باريس. اشتهر اللواء Spéciale N ° 2 باستخدامه للتعذيب بالإضافة إلى إجراء التحقيقات ومطاردات ومراقبة ومقابلات مع المشتبه بهم في فرنسا المحتلة.

## عمليات في أوروبا الشرقية، البلقان واليونان
تولت جاهايما فيدبوليتزاي واجباتها أولاً بالقيام بمهام التهدئة والأمن في عام 1939 بعد الحرب الخاطفة في بولندا، في كثير من الأحيان من قِبل أفراد قوات الأمن الخاصة منذ أن تم دمجهم في الحظيرة الإدارية لمنظمات الشرطة الأخرى الخاضعة لسيطرة هيملر. وكثيراً ما كان القادة العسكريون المحليون يقدمون الدعم اللوجستي لوحدات الشرطة هذه، مما ساعد قوات الأمن في تسهيل عملية نقل السجناء المدنيين «إلى أماكن يمكن قتلهم فيها».  كان من المفترض أن يتم تحديد الاختصاص القضائي الأصلي بين جاهايما فيدبوليتزاي وفرق الموت أينزاتسغروبن في المسرح الشرقي بشكل متبادل، لكن عندما جرت المفاوضات النهائية حول مجالات المسؤولية المحددة في مايو 1941 بين Generalquartiermeister إدوارد فاغنر ورئيس غيستابو هاينرش مولر، كان هناك خلاف خطير.  نظرًا لخبرته في المسائل المتعلقة بالبروتوكول، حل والتر شلينبرج محل مولر وأجرى بعد ذلك تغييرات مهمة على المسودة الأصلية، التعديلات التي سمحت لـ أينزاتسغروبن بالعمل في كل من المناطق الخلفية لمجموعة الجيوش وفي مناطق الفيالق الأمامية.  في نهاية مايو 1941، وقع فاجنر ورينهارد هايدريش الاتفاق بين الإس إس والقيادة العليا للفيرماخت، وختم الترتيبات التعاونية بين المنظمتين. 
في جميع أنحاء أوروبا الشرقية ومنطقة البلقان، استخدمت جاهايما فيدبوليتزاي الإرهاب باستمرار ضد الثوار واليهود و«المشتبه بهم» بشكل تعسفي. حدد حدث واحد تواطؤ جاهايما فيدبوليتزايفي الفظائع، التياسجلها للفتنانت كولونيل هيلموث غروسكورث في أغسطس 1941.  بالقرب من كييف تقع البلدة بيلايا تسيركوف هنا في الفترة ما بين 20-22 أغسطس 1941 علم جروسرث من قسيسين أن جاهايما فيدبوليتزاي سلمت تسعين طفلاً إلى ساندركوماندوس 4إيه، الذين وُضعوا تحت الحراسة خارج المدينة بانتظار الإعدام. بعد بعض التأخير، بما أن غروسورث أراد أن يتخذ قرار قتل الأطفال من رؤسائه في الجيش السادس، فقد تم إطلاق النار عليهم. 
تم تنفيذ برامج تهدئة مشتركة في منطقة جيتومير في أوكرانيا خلال صيف وخريف عام 1941 من قبل وحدات مشتركة بين وحدات قوات الأمن الخاصة والفيرماخت. شاركت في هذه الحملة وحدات جاهايما فيدبوليتزاي 708 و721 و730؛ وشملت مهمتهم تهدئة المناطق خلف الجبهة وحماية المنشآت العسكرية وكذلك طرق النقل.  الأنشطة الإضافية تتلخص في ملاحقة العدو في أماكن نائية والقيام بالاعتقالات والانتقام وتنفيذ الأعمال الحزبية - كانت هذه الإجراءات مرتبطة مباشرة بعملية بارباروسا وأمر المفوض السيئ السمعة ومع مرور الوقت شاركت أعداد متزايدة من أقسام الأمن مثل جاهايما فيدبوليتزاي في «عمليات التطهير» الأكثر شمولاً.  كانت مهمة جاهايما فيدبوليتزاي الأخرى هي المساعدة في إنشاء إدارة سياسية جديدة في روسيا المحتلة مما يعني تطهيرًا سياسيًا للمرشحين الروس و«إبادة» طبقة اجتماعية بأكملها.  نظرًا لسياسات الحرب الألمانية، فقد عملت جاهايما فيدبوليتزاي خارج قيود المعايير القانونية، لأن التعامل مع البلاشفة والمفوضين لم يمثل أمام المحاكم العسكرية ولكن تم التعامل معه من قبل القوات بموافقة القيادة العليا للفيرماخت.  بصفتها مجموعة أمنية نازية، تعاونت جاهايما فيدبوليتزايمع Sاإشرطة الامنية الألمانية لعدام وتعذيب المقاتلين الأسرى والمدنيين المشتبه في مساعدتهم للمقاومة السوفيتية تم تسليم اباط فلجيش الأحمر والمفوضين إلى الشرطة الأمنية، في حين تم استخدام أعضاء الحزب الشيوعي المعروفيين واليهود من قبل الفيرماخت لتطهير حقول الألغام. 
كان أحد التعبيرات البيروقراطية الأكثر حميدة التي تستخدم لوصف المؤسسة «الأمنية» في جاهايما فيدبوليتزاي هي أنها أعطيت مهمة «الإشراف العام على السكان»، لكن هذا التقليل لا يمكن أن يخفي العمليات القاتلة التي شاركوا فيها.  الأشخاص الذين تم العثور عليهم في المناطق المحتلة من روسيا قد تم تسليمهم ببساطة إلى جاهايما فيدبوليتزاي أو اشرطة الأمنية الألمانية عندما يتم الاشتباه بكبار السن أو حتى النساء والأطفال بإجراء استطلاعات للعدو. أي شخص تم القبض عليه وهو يتجول ولم يتم عليهبسرعة من قبل السلطات المحلية، فقد توفي نتيجة لذلك. 
ركزت عقيدة جاهايما فيدبوليتزاي والشرطة الأمنية الألمانية حول محاربة الثوار المحتملين وتضمنت المبادئ التوجيهية التي وجهت أعمال كليهما على أنه «يجب إبادة العدو تمامًا... القرار الثابت بين الحياة والموت للثوار والأشخاص المشبوهين أمر صعب حتى أنه أصعب بالنسبة للجندي. يجب ان يتم ذلك. إنه يتصرف بشكل صحيح حيث يحارب بلا رحمة مع تجاهل تام لأي عاطفة شخصية.»  القضاء على ما يسمى بالتهديدات«الأمنية» ينطوي على قتل اليهود الأسرى حيث قتلت وحدة 721 التابعة لجاهايما فيدبوليتزاي 10000 منهم من أكتوبر 1941 حتى يناير 1942 في المناطق الأوكرانية حول Khmil'nykو Lityn وBrailov.  تحقيقًا لهذه الغاية - في بعض الأماكن في أوكرانيا - عملت جاهايما فيدبوليتزاي بشكل مستقل عند إتخاذ قرار إطلاق النار على اليهود.  عقيدة معاداة السامية لأعضاء جاهايما فيدبوليتزاييتم وصفها بواسطة nteroffizier Bergmayer، الذين في أواخر مارس 1944، شهدو عمليات الترحيل لليهود في شمال غرب كتب اليونان،
تجمع السكان اليونانيون في هذه الأثناء في الشوارع والساحات. بسرور صامت يقرأ المرء في تعبيراتهم أنهم تابعوا خروج العبرانيين من مدينتهم. في حالات قليلة فقط، سمح لليوناني نفسه بتوديع أحد أعضاء الجنس اليهودي. يمكن للمرء أن يرى بوضوح كيف تم كره هذا الجنس من قبل كبار السن والشباب على حد سواء. لم يلاحظ التعاطف مع محنتهم أو ردود فعل غير مناسبة. تم إبعاد 1725 عضوًا من الجنس اليهودي. 
بمساعدة المتعاونين، شنت جاهايما فيدبوليتزاي أيضًا عمليات لإحراق المنازل والقرى بأكملها بشكل منهجي. كانت جاهايما فيدبوليتزايمسؤولة أيضا عن إعدام السجناء دون محاكمة قبل أن يتم تحريرهم من قبل الجيش الأحمر المتقدم. على سبيل المثال في عام 1943، أشار تقرير لجاهايما فيدبوليتزاي إلى القائد الأعلى لقوات الأمن والشرطة William Krichbaum إلى أن 21000 شخص قد قُتلوا «بعضهم في القتال، والعديد منهم أطلقوا النار بعد استجوابهم» على الجبهة الشرقية.

## التعامل مع المهجرين أو الأسرى السابقين
من منتصف عام 1943 فصاعدًا، تم إصدار الأمر إلى جاهايما فيدبوليتزايلتعقب جميع الفارين من الأسر والقبض عليهم بعد أن بدأ بعض جنود الفيرماخت في فرنسا والاتحاد السوفيتي الانضمام إلى الجماعات الحزبية. بحلول عام 1944 ارتفعت معدلات الهروب بسرعة بعد التراجعات الرئيسية لععملية باغراتيون وجيب فاليز. قات جاهايما فيدبوليتزاي بإلقاء القبض على 3142 من أفراد الفيرماخت بسبب فرارهم من مجموعة الجيوش الوسطى في عام 1944. لكن العديد من الجنود وقعو ضحايا في المناطق الخلفية المضربة بشكل متزايد حيث كان التنافس، وغالبًا ما تتداخل مسؤوليات العديد من الإدارات العسكرية، تعني أن الجنود لم يكن لديهم الأوراق الصحيحة أو كانوا في مواقع خاطئة. تم إطلاق النار على الجنود المدانين أو إرسالهم إلى شترافباتاليونe.
تم إنشاء وحدة متخصصة أخرى تسمى Gruppe 729 لاستجواب جميع جنود الفيرماخت الذين تمكنوا من الفرار من الأسر السوفياتي. كان الخوف العام هو أن يكون المفوضية الشعبية للشؤون الداخلية قد «أعاد تعليم» هؤلاء الأسرى السابقين لنشر الانهزامية والدعاية المعادية للفاشية (انظر تقويض القدرات الدفاعية (ألمانيا النازية)). تم إرسال الجنود المشتبه في كونهم جواسيس سوفيات إلى معسكر خاص في GFP في غدانسك في بولندا الحالية. بحلول عام 1944، كان المحتجز يضم 400 سجين.

## التنظيم
كانت جاهايما فيدبوليتزاي تحت قيادة Heerespolizeichef (قائد شرطة الجيش)، الذي كان في البداية يحمل رتبة عسكرية مماثلة لربة رائد. تابع إلى Heerespolizeichef، ولكن مكافئ لرتبة التخصص، كان Feldpolizeidirektor مسؤولاً عن وحدة جاهايما فيدبوليتزايأو Gruppe في 24 يوليو 1939 تمت ترقية لقب Heerespolizeichef إلى رتبة أوبرست العسكرية.
تتألف وحدة جاهايما فيدبوليتزا يفي الفرماختمن 50 فردًا. شمل هذا:
- 1 موجه ميداني
- 32 من ضباط الشرطة العسكرية (الرتب العليا والمتوسطة)
- 17 من موظفي الدعم العسكري (السائقين والكتبة على سبيل المثال،الخ)

ومع ذلك، بعد عام 1941، تم تعزيز الوحدات المرسلة إلى الاتحاد السوفياتي إلى 95 فردا.
- 1 موجه ميداني
- 54 من ضباط الشرطة العسكرية (الرتب العليا والمتوسطة). ويمكن أن تشمل هذه أيضا hilfsfeldpolizeibeamten (ضباط الشرطة الميدانية المساعدة) المعينين من الجنود المناسبين.
- 40 من موظفي الدعم العسكري (مثل السائقين والموظفين وموظفي الأمن)

كانت جميع المجموعات الية (مزودة بمحركات) بالكامل. اقتصرت أسلحتهم على أسلحة المشاة الخفيفة. في عام 1943، أعطيت لوفتفافه نسختها الخاصة من جاهايما فيدبوليتزاي. وأدى ذلك إلى إعادة تنظيم أخرى لهيكل الرتب.
على الرغم من أن جاهايما فيدبوليتزاي كانت منظمة عسكرية متميزة، فمنذ إنشائها كانت تقوم عمومًا بنفس واجبات غيستابو وكريبو. أستخدمت -في العمليات الموجهة ضد السكان في البلدان المحتلة- أساليب مماثلة كالتي تستخدمها الشرطة الامنية الألمانية وقوات الأمن الخاصة. في عام 1942 تم امتصاص وحدات جاهايما فيدبوليتزايبواسطة مكتب الأمن الرئيسي للرايخ 
ومن المفارقات في نهاية الحرب، تظاهر زعيم الرايخ إس إس، هاينريش هيملر، بأنه عضو في جاهايما فيدبوليتزاياسمه هاينريش Hهيتزينجرفي محاولة لالهروب من الأسر ولكن هدلمGيكن يعلم أن جاهايما فيدبوليتزاي كانت على قائمة المنظمات الإجرامية للحلفاء حتى انه تم اعتقاله عند نقطة تفتيش، وانتحر لاحقًا أثناء وجوده في الحجز البريطاني. 

## الرتب
| شارة  | صفوف                                | الرتب المماثلة<br id="mw6A">في الفيرماخت |
| ----- | ----------------------------------- | ---------------------------------------- |
|       | Feldpolizeichef der Wehrmacht       | جنرال مايجور                             |
|       | Heerespolizeichef                   | أوبريست                                  |
|       | Oberfeldpolizeidirektor             | أوبرسلوبمينت                             |
|       | Feldpolizeidirektor                 | ميجور/رائد                               |
|       | Feldpolizeikommissar                | هاوبتمان                                 |
|       | Feldpolizeiobersekretär / Inspektor | ملازم أول                                |
|       | Feldpolizeisekretär                 | ملازم                                    |
|       | Feldpolizeiassistent                | جميع رتب ضباط الصف الأخرى.               |
| مصدر: | [ 17 ]                              |                                          |

## محاكمات ما بعد الحرب
بعد الحرب، تم تصنيف المنظمات الشرطية في ألمانيا النازية مثل الغستابو والشرطة النظامية (أوربو) على أنها إجرامية في تصرفاتها العامة فيما يتعلق بمجموعة واسعة من الجرائم التي ارتكبوها. على الرغم من حقيقة أن جاهايما فيدبوليتزاي أختصت في التعامل مع المسائل الأمنية داخل الأراضي المحتلة للجيش، والتي ارتكبت خلالها جرائم الحرب وحتى الجرائم ضد الإنسانية إلى حد كبير، لم تستطع المحكمة العسكرية الدولية في نورمبرغ إثبات أنها جزء من غستابو سيئة السمعة. هذا يعني أن المنظمة (على الرغم من الشك فيها) لم تدخل «ضمن تهمة الإجرام المنصوص عليها في لائحة الاتهام، باستثناء الأعضاء الذين ربما تم نقلهم إلى Amt IV من مكتب الأمن الرئيسي لرايخ أو كانوا أعضاء في منظمات أعلن أنها اجرامية بموجب هذا الحكم.» 
لعدة سنوات، تمكن العديد من الأعضاء السابقين في جاهايما فيدبوليتزاي من العودة إلى حياتهم الطبيعية، ولكن هذا تغير بالنسبة للبعض، كما في أبريل 1966، أجريت تجربة في Vitebsk ضد أربعة أسرى حرب سوفيات سابقين سبق أن تم تكليفهم في جاهايما فيدبوليتزاي؛ يبدو أنهم شاركوا في إعدام «المواطنين السوفيت» من عام 1941 حتى عام 1942 في نيفيل وبولوتسك وسمولينسك وشوميلينو (إقليم فيتيبسك).  أرسل عشرة أعضاء سابقين آخرين في جاهايما فيدبوليتزاي إلى المحاكمة في غوميل خلال شهري نوفمبر وديسمبر 1967، وزُعم أنهم يعيشون في ألمانيا الغربية (في ذلك الوقت)؛ أُجريت محاكمة أخرى ضد ستة من أفراد كتيبة الشرطة السابعة والخمسين حضر خلالها أربعة وتسعون شاهدا ذكرو أسماء الضباط الألمان الذين ارتكبوا الجرائم.  في عام 1973، أجريت محاكمة إضافية ضد سبعة من أعضاء الكتيبة نفسها، ورغم أنه لم يتم ذكر أي جرائم صريحة ضد اليهود، فقد وجه للمتهمون تهمة «إبادة مواطنين سوفيات سلميين». 